# モザイク処理

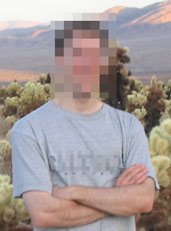
モザイク処理された人物写真

モザイク処理（モザイクしょり、英語: mosaic processing）・ピクセル化（ピクセルか、英語: pixelization、イギリス英語: pixelisation）とは、写真・画像・静止画・映像・動画において解像度を下げる（荒くする）映像処理技術。
単なる視覚上の演出や検閲などの見せたくない部分を見えにくくする用途に使われる。

## 概要
映像（もしくは画像）内に登場する人物の肖像権など知的財産権および個人情報の保護のために利用されることが多い。テレビ番組では番組宣伝などの演出や、番組スポンサーとの同業他社の企業名や商品名・政治関係のポスターが写り込んでいる場合にそれを伏せるためにも使用される。また、昔の番組放送素材を再放送する場合やBD・DVD作品化する際に提供スポンサーやCMなどのテロップを伏せるときに使用する場合もある。2000年代以降では、ロケ・取材時に防犯対策として場所を特定されにくくするため、出演者以外の画面全体にモザイクをかけることもある。店の看板などの電話番号、車のナンバープレート、選挙ポスター、近年では画面に写り込んでしまった通行人の顔など、個人情報が漏洩するのを防止するためにも使われる。また、テレビニュースなどで防犯カメラの映像を紹介する際に、犯人の顔の部分や、犯行に使われた自動車のナンバープレートなどにモザイク処理が行われることが多く、犯人の検挙に役立っていないとの批判がある。
モザイク処理以外の画像処理では、「隠したい画像に別の画像を被せる」「ガウシアンぼかしなどの方法でぼかす」などの方法がある。
テレビでは別の画像を被せる手法が多く使われ、番組タイトルや出演者の顔写真、グレーや黒などの単色のマスクを伏せに使う例や、書類などが対象の場合は当該項目にテープを貼って隠す手段がとられる。
また、日本のアダルトビデオ、アダルトアニメ、アダルトゲームなどといった成人向け作品においては、刑法175条（わいせつ物頒布罪）による規制を受け、性器描写にモザイク処理がかけられる。この刑法175条については、現状にそぐわない不合理な規制であるから廃止すべきとの批判もあり、参議院議員の山田太郎が刑法175条の見直しを提唱している。日本ではアダルトビデオの普及とともにモザイク処理の認知度が広まっていったことや、股間を隠すためにテレビ映像にて使われることも多いため、モザイク処理の映像が動くのを見ただけで欲情するような「モザイク処理=卑猥」という固定観念は根強く残っている。なお、成人向け作品においてモザイク処理を施すのは日本独自の規制であり、世界的にはほとんどの国で無修正が許容されている。
同様の目的に使用される処理としては、ぼかし処理・反転処理などがある。モザイク処理には、非可逆変換と可逆変換がある（詳細は後述）。
モザイク（フランス語：moseïq）は、寄せ木細工のような美術作品を意味する用語から来ている。英語でもmosaic（発音はモゼーイック）ということもあるが、pixelization（直訳すればピクセル化）のほうが一般的である。なお、モザイク写真とはモザイクのように継ぎ合わせて作った写真のことであり、モザイク処理とは関係ない。
本処理は検閲など見せたくない部分を隠す用途以外としては、映像の演出としての特殊効果として使われる。動画やゲームでのシーンのつなぎ目などで使われる。

## 処理方法

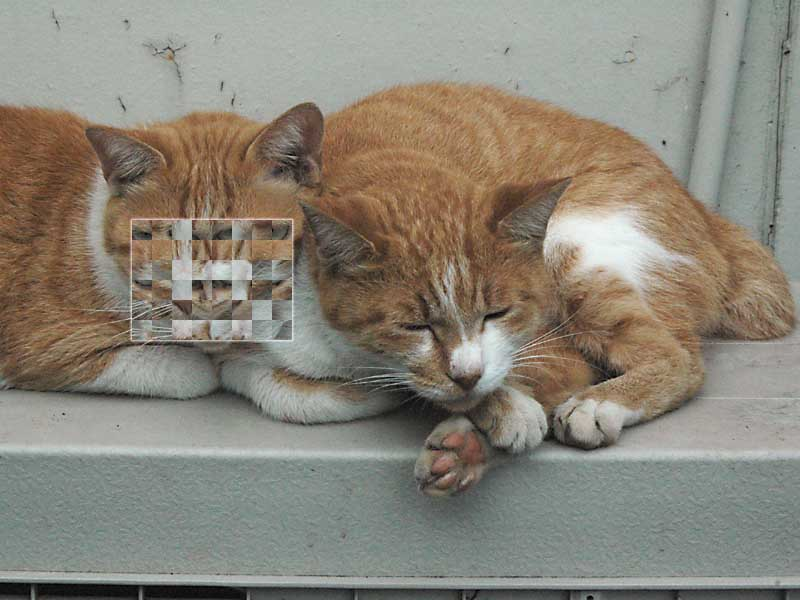
可逆変換モザイクの例（猫の顔）。白枠内は、マトリクス（田んぼのような形状）に分割して並べ替えただけであり、切り張りをすれば元に戻せる。

### 非可逆変換
「非可逆変換」によってモザイク処理を施したものは、元に戻すことができない。
非可逆変換の方法としては、一定領域の色情報を読み込んでその平均値を算出し求められた結果をもとに画像を処理する方法や、一定領域の代表値で全体を塗りつぶす方法などがある。大半の動画・静止画のモザイク処理は、非可逆変換である。
なお、領域を狭く設定するなどの「甘い処理」を施しているだけならば、近似的な画像を得ることは可能である（例画像ほど処理されたケースでは不可能）。これは非可逆モザイク処理の多くは実質的に特定領域の解像度を下げているだけに過ぎないので、適切な画素補完を施せばある程度の復元は可能だからである。

### 可逆変換
「可逆変換」のモザイク処理は、元に戻すことが可能である。可逆変換の方法としては「処理範囲を縦横に分割して並べ替える」という方法が代表例。静止画では、パソコン通信などにおけるわいせつ画像など非合法画像の合法化処理用ソフトウェアとしてFLMASKなどの実用例がある。

動画では皆無であるか、稀有である。しかしながら、静止画における可逆変換モザイクは、その後「復元が可能な方法でモザイクをかけたものは、復元が可能であるため、合法化したものとはみなせない」という法的判断が出されたことから急速に廃れ、現在（21世紀）ではほとんど見かけることがなくなった。

## 編集機材
テレビの動画処理は、DVE（デジタル特殊効果装置）で行われることが多い。ノンリニア編集システムなどのコンピュータベースの編集装置でも同等の機能を備えるものがある。DVEの処理方式の一例は、フレームメモリからの読み出しアドレスを飛び飛びに変化させ、縦横それぞれの画素を指定したピクセル数/ライン数だけ固定することにより画素数を減少させるものである。この方式はハードウェア規模は比較的小さくて済むため、最初期の2次元DVEの世代から実装されていた。
Adobe Photoshop等の画像修正ソフトウェアやAdobe Premiere等の動画処理ソフトなどを使用することで、近年はユーザーレベルでも簡単にモザイク処理をすることができる。

## モザイクの復元
モザイクの復元は、ビットマップ画像の解像度を（実サイズを保ったまま）上げるという、超解像の問題として捉えることができる。超解像は、1枚の画像からは情報理論から原理的に不可能である。だが、同じ被写体を写した複数の画像があれば、情報理論的な制約はなくなり可能である。ここでいう「複数の画像」は、1つの動画の中の複数のフレームでもかまわない。
基本原理としては、元画像のピクセルを複数のピクセルに分割し、それぞれの輝度を未知数とした連立方程式を解く。解像度は使用した画像枚数の平方根に比例して向上する。ただし、被写体が変化していたり（形を保ったままの移動は可）、ノイズが混入したりすると、意味のある解が求まらないこともある。

### ドラマなどのモザイク復元シーン
テレビドラマでは、科学特捜班等がモザイク処理された画像や、写真に写った極小の犯人像（拡大するとモザイクの様になる）から、画像処理を施すことで犯人の顔や車両ナンバーを突き止めるという描写がなされることがある。
動画の場合はその限りでは無く、撮影された動画にもよるが、前後の複数のフレームから補完していくことで、静止画よりも元の画像に近いイメージを復元できる可能性がある。ただし動画であっても、解像度の低い監視カメラから、犯人の顔のように小さなものを、完璧にイメージを復元することは出来ない。
「シャープ処理」や「コントラスト処理」を施すことで、見栄えのする画像を生成することは可能な場合があるが、それが元の画像に類似したものだという保障はない。欠落した情報が復元されるわけではなく、モザイク処理が中度・強度にかかっている場合や解像度的に小さすぎる場合、つまり情報量が不足している場合に、それを補うことは不可能である。

### 復元を試みる機材・ソフト
1980年代から1990年代、モザイクまたはぼかしのかかった映像をモザイク処理を調整することで元の状態に戻せる機械をうたった「モザイク除去機」が高額で販売され、主に男性向け雑誌の広告ページに掲載されていた。
モザイク除去ソフトなどが高価で取引されることがあるが、このような機材を使っても不可逆変換で処理されたモザイクは原理上復元できない。

### 人工知能の活用
モザイクに変換された画像復元しようとする研究が進められており、2021年現在では、ネット上に公開されている多数の類似画像を統計処理して人工知能やディープラーニングの技術を用いることで、数字や文字など単純な形状であれば元の画像に近い状態を復元可能となり、動物や果実ならば輪郭が見えるレベルまで復元できるようになったが、人間の顔は複雑なため困難とされる。